# Firmin. Ein Rattenleben
Firmin. Ein Rattenleben (in deutscher Übersetzung 2008 erschienen) ist der erste Roman des US-amerikanischen Schriftstellers Sam Savage und erschien 2006 unter dem Originaltitel Firmin. Adventures of a Metropolitan Lowlife. Im Roman erzählt die Ratte Firmin von ihrem Leben mit anderen Ratten, mit Menschen und mit Büchern.

## Inhalt
Die Ratte Firmin wird in einem dunklen Keller einer Bostoner Buchhandlung geboren. Von all seinen Geschwistern ist er der Kleinste und Schwächste und bekommt dadurch auch am wenigsten Nahrung ab. Hungrig knabbert er schließlich an einer Buchseite und so entdeckt er die Welt der Bücher für sich. Firmin entwickelt sich im Verlauf des Buches zu einer wahren Leseratte: Er nimmt den Leser mit auf seine literarischen Reisen, wobei er sowohl hohe als auch triviale Literatur verschlingt. Er liest die Bücher der Menschen und lernt zunächst dadurch die Menschen mit ihren Vorstellungen, Sehnsüchten, Ängsten und Wünschen kennen.
Firmin liest jedoch nicht nur Bücher, er schreibt auch; so erzählt er im Roman seine Geschichte und die Geschichte seiner Rattenfamilie; niemand hat ein wirklich leichtes und schönes Leben. 
Den Blick auf die Menschenwelt wagt Firmin auch außerhalb des Buches und er nimmt die Leser seiner Geschichte mit auf die Reise in die Welt der Menschen. Dabei erzählt er die Geschichte des Buchhändlers, in dessen Keller er und seine Familie wohnen; er erzählt die Geschichte der kleinen Buchhandlung, des Bostoner Stadtteils und seiner Menschen.

## Erzählweise und Deutung
Der Roman ist in Form einer Ich-Erzählung bzw. in Form einer Autobiographie geschrieben. Es wird ein (Ratten)Leben geschildert, in dem es oft sehr kritisch zugeht, sodass es viele ernste und tragische Passagen gibt, die durch eine ernste und melancholische Sprache gekennzeichnet sind. Es überwiegt jedoch ein launig-heiterer Ton, der die Geschichte von jedem Tiefpunkt aus doch wieder weiterlaufen lässt. So werden durch den Charakter der Erzählung viele negative und traurige Dinge erträglicher (zu lesen); das „Wie“ der Beschreibung niederschmetternder Ereignisse und in welchen Zusammenhängen sie geäußert werden, lädt zum Schmunzeln ein.
Der Roman Firmin. Ein Rattenleben malt ein Bild vom Leben der Außenseiter, in einer für sie unschönen Welt; doch erfährt die dunkle und traurige Realität – analog zur Erzählweise des Romans – eben durch Erzählungen, durch Bücher, durch die Literatur eine schöne Seite. Neben den Abgründen und Höhen menschlichen Lebens zeigt dieser Roman also, welchen Raum bzw. welche Bedeutung Literatur für den Menschen (und die Ratte) hat.